# PPPPPP
PPPPPP (PPPPPP Pipipipipipi?) es una serie de manga musical japonesa escrita e ilustrada por Maporo 3-Gō. Comenzó su serialización en la revista Shūkan Shōnen Jump de Shūeisha desde el 18 de septiembre de 2021, y hasta el momento se ha recopilado en ocho volúmenes tankōbon. El manga ha sido autorizado para su lanzamiento en inglés en Norteamérica por VIZ Media.

## Publicación
PPPPPP está escrito e ilustrado por Maporo 3-Gō. El manga se anunció por primera vez en el número 41 de la revista de manga Shūkan Shōnen Jump de Shūeisha el 11 de septiembre de 2021. La serie comenzó su serialización en Shūkan Shōnen Jump en el número 42 publicado el 18 de septiembre de 2021. Shūeisha recopila sus capítulos individuales en volúmenes tankōbon. El primer volumen se publicó el 4 de enero de 2022, y hasta el momento se han lanzado ocho volúmenes.
PPPPPP tiene licencia para publicación simultánea en América del Norte a medida que se lanza en Japón, con sus capítulos siendo lanzados digitalmente por VIZ Media en su sitio web Shonen Jump. Shūeisha también publica simultáneamente la serie en inglés de forma gratuita en la aplicación y el sitio web Manga Plus.
| Volúmenes de manga publicados | Volúmenes de manga publicados | Volúmenes de manga publicados |
| Número                        | Fecha de publicación          | ISBN                          |
| ----------------------------- | ----------------------------- | ----------------------------- |
| 1                             | 4 de enero de 2022            | ISBN 978-4-08-883006-3        |
| 2                             | 4 de abril de 2022            | ISBN 978-4-08-883116-9        |
| 3                             | 4 de julio de 2022            | ISBN 978-4-08-883158-9        |
| 4                             | 2 de septiembre de 2022       | ISBN 978-4-08-883225-8        |
| 5                             | 4 de noviembre de 2022        | ISBN 978-4-08-883356-9        |
| 6                             | 4 de enero de 2023            | ISBN 978-4-08-883421-4        |
| 7                             | 4 de abril de 2023            | ISBN 978-4-08-883450-4        |
| 8                             | 2 de mayo de 2023             | ISBN 978-4-08-883549-5        |

## Recepción
Al revisar el primer capítulo de PPPPPP, Steven Blackburn de Screen Rant escribió que los conflictos vistos en el manga son característicos de series exitosas shōnen como Black Clover de Yūki Tabata y Naruto de Masashi Kishimoto, mientras comenta que hay otros factores que «pueden aún más insinuar probabilidad de éxito», tales como la incorporación de elementos sobrenaturales a PPPPPP; Blackburn también declaró: «Al estilo shōnen, este nuevo manga de Shōnen Jump no se basa en la imaginación del lector para capturar el poder de la música. Maporo 3-Gō hace que una melodía conmovedora pueda hacer que las personas tengan visiones».
La serie fue nominada para el Next Manga Award 2022 en la categoría de manga impreso y ocupó el quinto lugar entre 50 nominados.